# CSM Volei Alba Blaj
Clubul Sportiv Municipal Volei Alba Blaj är en volleybollklubb (damer) baserad i Blaj, Transsylvanien, Rumänien. Klubben grundades 2011 och har (2021) vunnit sex rumänska mästerskap (2015, 2016, 2017, 2019, 2020 och 2022) och vunnit rumänska cupen fyra gånger. På internationell nivå har klubben som bäst spelat final i Champions League 2017/2018.